# Christoph Nichelmann
Christoph Nichelmann (* 13. August 1717 in Treuenbrietzen; † 20. Juli 1762 in Berlin) war ein deutscher Komponist.

## Leben

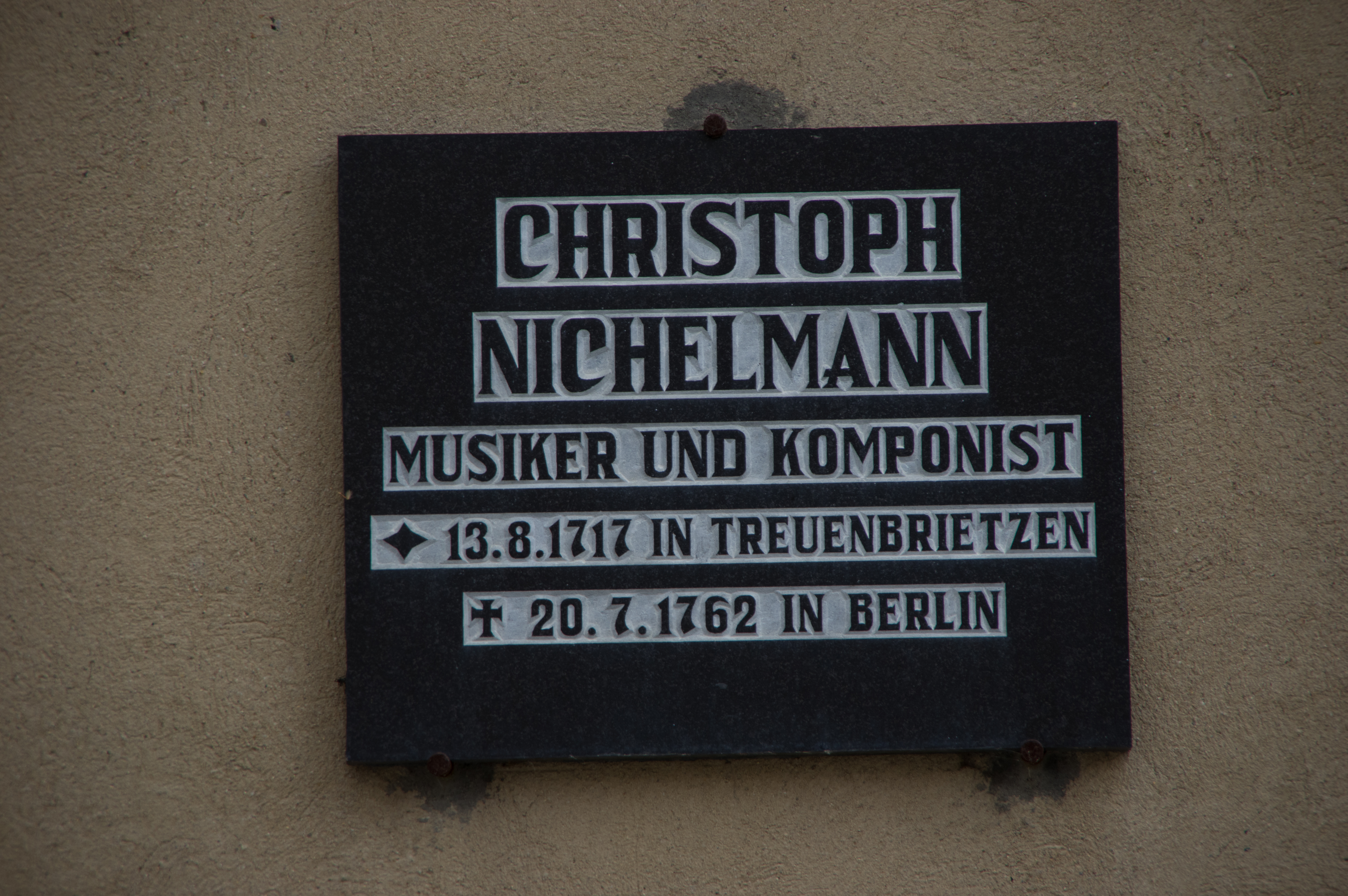
Gedenktafel am Haus Neue Markstraße 91 in Treuenbrietzen

Auf Anraten eines Verwandten trat Nichelmann 1730 in die Thomasschule zu Leipzig ein, wo er, „obwohl als Ausländer“, von Johann Sebastian Bach aufgenommen wurde, bei ihm Komposition und bei dessen Sohn Wilhelm Friedemann Bach das Klavierspiel lernte. Wegen seines Interesses an der Oper ging er 1733 nach Hamburg, um dort die theatralische Musik sowie die französischen und italienischen Stile kennenzulernen. Nichelmann war Schüler von Reinhard Keiser, Georg Philipp Telemann und Johann Mattheson. Zeitweise arbeitete er als Privatmusiker bzw. Sekretär für Adelsfamilien.
1739 zog Nichelmann nach Berlin, wo er sein Studium bei Johann Joachim Quantz und Carl Heinrich Graun fortführte. 1742 beschloss er zunächst, nach England und Frankreich zu reisen, ging dann aber zwei Jahre später nach Hamburg. Ein Angebot von Friedrich II. holte ihn nach Berlin zurück, wo er 1744 zweiter Cembalist an der königlichen Kapelle wurde und den König beim Flötenspiel zu begleiten hatte. Er behielt diese Stelle bis 1756. Fortan musste er sich kümmerlich von Privatstunden ernähren. Nichelmanns letzte Jahre wurden durch den Siebenjährigen Krieg erschwert.

## Werk
Nichelmanns überlieferte Kompositionen fallen in die Zeit von 1737 bis 1759 und damit in eine Periode wechselnder musikalischer Stile. Am bekanntesten sind seine dreisätzigen (schnell–langsam–schnell), mehrstimmig gehaltenen Klavierkonzerte. Außerdem schrieb er 18 Instrumentalkonzerte, eine Ouvertüre, drei Sinfonien, Vokalwerke und weitere Klavierstücke. Die 22 Lieder sind frühe Beispiele der Berliner Liederschule. Nichelmanns Serenade Il sogno di Scipione erlangte im 18. Jahrhundert einen gewissen Bekanntheitsgrad.
Nichelmanns viel beachtete Abhandlung über Die Melodie, nach ihrem Wesen sowohl, als nach ihren Eigenschaften (1755) wurde von einem Theoretiker unter dem Pseudonym Caspar Dünkelfeind (möglicherweise Carl Philipp Emanuel Bach) kritisiert.

## Werke
Schriften
- Die Melodie, nach ihrem Wesen sowohl, als nach ihren Eigenschaften. Johann Christian Schuster, Danzig 1755; urn:nbn:de:bvb:12-bsb10527641-5.